# Route européenne 661
Pour les articles homonymes, voir Route 661.
La route européenne 661 est une route reliant Balatonkeresztúr, en Hongrie, à Zenica, en Bosnie-Herzégovine.